# Личинкоїд сірий
Личинкоїд сірий  (Pericrocotus divaricatus) — вид горобцеподібних птахів родини личинкоїдових (Campephagidae). Гніздиться в Північно-Східній Азії, зимує у Південно-Східній і Південній Азії. Раніше вважався конспецифічним з острівним личинкоїдом.

## Опис

Самець сірого личинкоїда

Довжина птаха становить 18,5-20 см. У самців верхня частина тіла сіра, нижня частина тіла білувата. Тім'я і потилиця чорні, лоб білий, через очі ідуть чорні смуги. На махових перах білі смуги, крайні стернові пера білі. Дзьоб і лапи чорні. У самиць тім'я і потилиця сірі, від дзьоба до очей ідуть чорні смуги, над очима білі "брови". Линяють двічі в рік.

## Поширення і екологія
Сірі личинкоїди гніздяться на півдні Далекого Сходу Росії, на північному сході Манчжурії (Хейлунцзян, Цзілінь), на півночі Корейського півострова та в Японії. Взимку вони мігрують на південь, до Індокитаю, Малайського півострова, північних і західних Філіппін, на Суматру, Калімантан та до південної Індії. Вони живуть в лісах і рідколіссях, зимують також в джунглях, мангрових лісах і на плантаціях. Зустрічаються зграями, іноді приєднуються до змішаних зграй птахів. Живляться комахами та їх личинками. Сезон розмноження триває з травня по червень-лютий, в кладці від 4 до 7 яєць, інкубаційний період триває 17-18 днів.